# Concerto pour piano no 11 de Mozart
Pour les articles homonymes, voir Concerto pour piano (homonymie).
Le Concerto pour piano no 11 en fa majeur K. 413/387a dans la sixième édition du catalogue Köchel) est un concerto pour piano et orchestre de Mozart. Composé de décembre 1782 au printemps 1783, il est le premier d'une série de trois concertos avec le K. 414 et K. 415 destiné à plaire à l'aristocratie viennoise dans un style « si compréhensible qu'un cocher pourrait les chanter ensuite » selon ses propres dires. Il écrit de Vienne à son père, le 28 décembre 1782 :
« Mon très cher père »
puis en allemand, à propos des concertos viennois, de commande, no 11, 12 et 13 :
« Les concertos sont à mi-chemin entre le trop lourd et le trop léger. Ils sont très « Brillant » - agréables à l'oreille - sans naturellement tomber dans la vacuité. Ici et là, même les connaisseurs peuvent trouver « satisfaction », comme les non-connaisseurs, qui ne savent pas pourquoi. »

## Instrumentation
| Instrumentation du concerto pour piano no 11 en fa majeur, K. 413/387a |
| Soliste                                                                |
| piano                                                                  |
| Cordes                                                                 |
| premiers violons, seconds violons, altos, violoncelles, contrebasses,  |
| Bois                                                                   |
| 2 hautbois, 2 bassons (dans le Larghetto, et ajoutés plus tard)        |
| Cuivres                                                                |
| 2 cors en fa (en si bémol dans le Larghetto)                           |

## Structure
Le concerto comprend 3 mouvements :
1. Allegro en fa majeur, à 
, Adagio à la mesure 224, cadence à la mesure 364, 378 mesures - partition
2. Larghetto, en si bémol majeur, à , cadence à la mesure 64, 68 mesures - partition
3. Tempo di minuetto, en fa majeur, à 
, 231 mesures - partition

Durée : environ 23 minutes

Début de l'Allegro (Violon 1)
La lecture audio n'est pas prise en charge dans votre navigateur. Vous pouvez télécharger le fichier audio.
Début du Larghetto (Violon 1)
La lecture audio n'est pas prise en charge dans votre navigateur. Vous pouvez télécharger le fichier audio.
Début du Tempo di minuetto
La lecture audio n'est pas prise en charge dans votre navigateur. Vous pouvez télécharger le fichier audio.